# Heilig-Hartziekenhuis (Lier)
Het Heilig Hartziekenhuis Lier is een algemeen ziekenhuis, gelegen aan de Mechelsestraat 24 in de Belgische stad Lier. Het regionale ziekenhuis verzorgt jaarlijks tienduizenden patiënten, en biedt de gebruikelijke algemene diensten aan, onder meer chirurgie, kraamafdeling, geriatrie, intensieve zorgen, oncologie, psychiatrie, en revalidatie.

## Geschiedenis
In 1907 werd het “Rustgesticht van het Heilig Hart” opgericht door de Lierse gasthuiszusters: het bestond uit een “operatiekwartier” en een verblijfsvleugel voor 40 bejaarde dames. Op dat ogenblik had Lier reeds – sedert de Middeleeuwen – een Sint-Elisabethgasthuis, dat later in handen kwam van het Openbaar Centrum voor Maatschappelijk Welzijn (OCMW). Een groot deel van de 20e eeuw telde Lier dus twee ziekenhuizen, maar in 1997 deed het OCMW afstand van zijn ziekenhuisactiviteiten, en bleef alleen het (privé) Heilig-Hartziekenhuis over.
De oudste kern van het ziekenhuis, het Ziekenhuis Rust Gesticht van het Heilig Hart aan de Kolveniersvest 24, is sinds 2019 vastgesteld als bouwkundig erfgoed.
Voorjaar 2023 werd het ziekenhuis Lier door het ‘Deutsche Gesellschaft für Unfallchirurgie’ (DGU) erkend als regionaal traumacentrum binnen het ‘Antwerp Trauma Network’ (ATN), met het Universitair Ziekenhuis Antwerpen (UZA) als kern.

## Organisatie
Het Heilig Hartziekenhuis behoort, samen met het Imeldaziekenhuis in Bonheiden, het Sint-Maarten ziekenhuis in Mechelen en het AZ Jan Portaels in Vilvoorde, tot het Briant ziekenhuisnetwerk. Het ziekenhuis kende wel enkele directeurswissels: tot juni 2018 was dr. An De Cuyper directeur, nadien dr. Jonathan Dherde, die in 2020 werd opgevolgd door ICT-directeur Stefaan Vansteenkiste.